# Gruppo Sportivo Solvay 1962-1963
Questa voce raccoglie le informazioni riguardanti il Gruppo Sportivo Solvay nelle competizioni ufficiali della stagione 1962-1963.

## Rosa
| N. |                   | Ruolo | Calciatore           |
| -- | ----------------- | ----- | -------------------- |
|    | Italia (bandiera) |       | Baldacci             |
|    | Italia (bandiera) | C     | Bruno Bartolozzi     |
|    | Italia (bandiera) | D     | Dino Baccheretti     |
|    | Italia (bandiera) | C     | Mario Bulli          |
|    | Italia (bandiera) | D     | Mario Bruno Conforti |
|    | Italia (bandiera) | D     | Cesare Filippini     |
|    | Italia (bandiera) | D     | Uriano Fontana       |
|    | Italia (bandiera) | C     | Roberto Franzon      |
|    | Italia (bandiera) | C     | Alberto Lazzerini    |
|    | Italia (bandiera) | A     | Savino Luosi         |
|    | Italia (bandiera) | A     | Ettore Mannucci      |

| N. |                   | Ruolo | Calciatore        |
| -- | ----------------- | ----- | ----------------- |
|    | Italia (bandiera) | C     | Carlo Martini     |
|    | Italia (bandiera) | C     | Edgardo Menotti   |
|    | Italia (bandiera) | C     | Roberto Moroni    |
|    | Italia (bandiera) | A     | Romolo Peronato   |
|    | Italia (bandiera) | A     | Giovanni Perotti  |
|    | Italia (bandiera) | P     | Sergio Picchi     |
|    | Italia (bandiera) | P     | Piero Pistolesi   |
|    | Italia (bandiera) | C     | Alessandro Priami |
|    | Italia (bandiera) | C     | Mauro Vaiani      |
|    | Italia (bandiera) | A     | Carlo Zecchini    |